# Cycas annaikalensis
Cycas annaikalensis — вид голонасінних рослин класу саговникоподібні (Cycadopsida).
Етимологія: видовий епітет походить від назви місцевості Аннайкальські пагорби (до 940 м.), де рослина знаходиться.

## Опис
Стебла приблизно 5 м заввишки, 19–61 діаметром. Листки яскраво-зелені, напівглянсові, завдовжки 100–250 см. Пилкові шишки субконусні, жовтувато-оранжеві, 30–50 см завдовжки, 15–21 см діаметром. Мегаспорофіли 9–25 см завдовжки. Насіння 2–10, кулясте, 38–49 × 35–43 мм, саркотеста зелена, коли молода, стає жовтою при дозріванні.

## Поширення, екологія
Країни поширення: Індія (Керала). Рослини ростуть як підлісок на крутих схилах з грубими чорними гумусними ґрунтами. Вони присутні під товстим пологом тропічних квітучих дерев.

## Загрози та охорона
Загрози не відомі, але цілком імовірно, що цей вид нині підпав під вплив колекціонерів.